# Liste der Gemeinden im Landkreis Nürnberger Land

Karte des Landkreises Nürnberger Land

Die Liste der Gemeinden im Landkreis Nürnberger Land gibt einen Überblick über die Verwaltungseinheiten des Landkreises. Es gibt 27 politische Gemeinden, von denen 19 eine eigene Verwaltung haben, und 3 Verwaltungsgemeinschaften.

## Legende
- Verwaltungseinheit: Name der Gemeinde und Angabe der Gemeindeart: Gemeinde (–), Markt (M), Stadt (St), Große Kreisstadt (GKSt) oder Name der Verwaltungsgemeinschaft. Einheitsgemeinden wie auch Verwaltungsgemeinschaften sind fett gedruckt
- Wappen: Wappen der Gemeinde
- GT: Gemeindeteile der Gemeinde. Der Wiki-Link ist mit der Gemeindegliederung der jeweiligen Gemeinde verknüpft.
- VG: Zeigt ggf. an, ob eine Gemeinde zu einer Verwaltungsgemeinschaft gehört
- Karte: Zeigt die Lage der Gemeinde im Landkreis
- Fläche: Fläche der Stadt beziehungsweise Gemeinde, angegeben in Quadratkilometer
- Einwohner: Zahl der Menschen, die in der Gemeinde beziehungsweise Stadt leben (Stand: 31. Dezember 2023[1])
- EW-Dichte: Angegeben ist die Einwohnerdichte, gerechnet auf die Fläche der Verwaltungseinheit, angegeben in Einwohner pro km2 (Stand: 31. Dezember 2023[2])
- Statistik: Link zur kommunalen Statistik des Bayerischen Landesamts für Statistik
- Website: Website der Gemeinde bzw. der Verwaltungsgemeinschaft

## Gemeinden
| Verwaltungseinheit            | Wappen                                        | GT | VG         | Karte                                                                    | Fläche in km² | Einwohner      | Einwohner je km² | Statistik | Website |
| ----------------------------- | --------------------------------------------- | -- | ---------- | ------------------------------------------------------------------------ | ------------- | -------------- | ---------------- | --------- | ------- |
| Landkreis Nürnberger Land     | Wappen des Landkreises Nürnberger Land        |    |            | Der Landkreis Nürnberger Land                                            | 606,43        | 172941         | 216              | [ 3 ]     | [ 4 ]   |
| Happurg, VG                   |                                               |    | Happurg    | Lage der Verwaltungsgemeinschaft Happurg im Landkreis Nürnberger Land    | 60,54 (7.6 %) | 4883 (2.8 %)   | 81               |           | [ 5 ]   |
| Henfenfeld, VG                |                                               |    | Henfenfeld | Lage der Verwaltungsgemeinschaft Henfenfeld im Landkreis Nürnberger Land | 42,76 (5.3 %) | 4470 (2.6 %)   | 105              |           |         |
| Velden, VG                    |                                               |    | Velden     | Lage der Verwaltungsgemeinschaft Velden im Landkreis Nürnberger Land     | 68,15 (8.5 %) | 4995 (2.9 %)   | 73               |           | [ 6 ]   |
| Alfeld                        | Wappen der Gemeinde Alfeld                    | 18 | Happurg    | Lage der Gemeinde Alfeld im Landkreis Nürnberger Land                    | 17,95 (2.2 %) | 1111 (0.6 %)   | 62               | [ 7 ]     | [ 8 ]   |
| Altdorf bei Nürnberg, St      | Wappen der Gemeinde Altdorf bei Nürnberg      | 25 |            | Lage der Gemeinde Altdorf bei Nürnberg im Landkreis Nürnberger Land      | 48,63 (6.1 %) | 15746 (9.1 %)  | 324              | [ 9 ]     | [ 10 ]  |
| Burgthann                     | Wappen der Gemeinde Burgthann                 | 17 |            | Lage der Gemeinde Burgthann im Landkreis Nürnberger Land                 | 39,21 (4.9 %) | 11860 (6.9 %)  | 302              | [ 11 ]    | [ 12 ]  |
| Engelthal                     | Wappen der Gemeinde Engelthal                 | 6  | Henfenfeld | Lage der Gemeinde Engelthal im Landkreis Nürnberger Land                 | 13,62 (1.7 %) | 1112 (0.6 %)   | 82               | [ 13 ]    | [ 14 ]  |
| Feucht, M                     | Wappen der Gemeinde Feucht                    | 5  |            | Lage der Gemeinde Feucht im Landkreis Nürnberger Land                    | 9,81 (1.2 %)  | 14102 (8.2 %)  | 1438             | [ 15 ]    | [ 16 ]  |
| Happurg                       | Wappen der Gemeinde Happurg                   | 14 | Happurg    | Lage der Gemeinde Happurg im Landkreis Nürnberger Land                   | 42,59 (5.3 %) | 3772 (2.2 %)   | 89               | [ 17 ]    | [ 18 ]  |
| Hartenstein                   | Wappen der Gemeinde Hartenstein               | 15 | Velden     | Lage der Gemeinde Hartenstein im Landkreis Nürnberger Land               | 24,75 (3.1 %) | 1468 (0.8 %)   | 59               | [ 19 ]    | [ 20 ]  |
| Henfenfeld                    | Wappen der Gemeinde Henfenfeld                | 1  | Henfenfeld | Lage der Gemeinde Henfenfeld im Landkreis Nürnberger Land                | 6,64 (0.8 %)  | 1771 (1 %)     | 267              | [ 21 ]    | [ 22 ]  |
| Hersbruck, St                 | Wappen der Gemeinde Hersbruck                 | 8  |            | Lage der Gemeinde Hersbruck im Landkreis Nürnberger Land                 | 22,91 (2.9 %) | 12772 (7.4 %)  | 557              | [ 23 ]    | [ 24 ]  |
| Kirchensittenbach             | Wappen der Gemeinde Kirchensittenbach         | 21 |            | Lage der Gemeinde Kirchensittenbach im Landkreis Nürnberger Land         | 43,18 (5.4 %) | 2068 (1.2 %)   | 48               | [ 25 ]    | [ 26 ]  |
| Lauf an der Pegnitz, St       | Wappen der Gemeinde Lauf an der Pegnitz       | 29 |            | Lage der Gemeinde Lauf an der Pegnitz im Landkreis Nürnberger Land       | 59,81 (7.5 %) | 26413 (15.3 %) | 442              | [ 27 ]    | [ 28 ]  |
| Leinburg                      | Wappen der Gemeinde Leinburg                  | 17 |            | Lage der Gemeinde Leinburg im Landkreis Nürnberger Land                  | 29,44 (3.7 %) | 6858 (4 %)     | 233              | [ 29 ]    | [ 30 ]  |
| Neuhaus an der Pegnitz, M     | Wappen der Gemeinde Neuhaus an der Pegnitz    | 11 |            | Lage der Gemeinde Neuhaus an der Pegnitz im Landkreis Nürnberger Land    | 23,31 (2.9 %) | 2819 (1.6 %)   | 121              | [ 31 ]    | [ 32 ]  |
| Neunkirchen am Sand           | Wappen der Gemeinde Neunkirchen am Sand       | 7  |            | Lage der Gemeinde Neunkirchen am Sand im Landkreis Nürnberger Land       | 14,14 (1.8 %) | 4782 (2.8 %)   | 338              | [ 33 ]    | [ 34 ]  |
| Offenhausen                   | Wappen der Gemeinde Offenhausen               | 14 | Henfenfeld | Lage der Gemeinde Offenhausen im Landkreis Nürnberger Land               | 22,50 (2.8 %) | 1587 (0.9 %)   | 71               | [ 35 ]    | [ 36 ]  |
| Ottensoos                     | Wappen der Gemeinde Ottensoos                 | 3  |            | Lage der Gemeinde Ottensoos im Landkreis Nürnberger Land                 | 10,01 (1.3 %) | 2000 (1.2 %)   | 200              | [ 37 ]    | [ 38 ]  |
| Pommelsbrunn                  | Wappen der Gemeinde Pommelsbrunn              | 22 |            | Lage der Gemeinde Pommelsbrunn im Landkreis Nürnberger Land              | 50,04 (6.3 %) | 5483 (3.2 %)   | 110              | [ 39 ]    | [ 40 ]  |
| Reichenschwand                | Wappen der Gemeinde Reichenschwand            | 3  |            | Lage der Gemeinde Reichenschwand im Landkreis Nürnberger Land            | 6,84 (0.9 %)  | 1111 (0.6 %)   | 162              | [ 41 ]    | [ 42 ]  |
| Röthenbach an der Pegnitz, St | Wappen der Gemeinde Röthenbach an der Pegnitz | 7  |            | Lage der Gemeinde Röthenbach an der Pegnitz im Landkreis Nürnberger Land | 14,29 (1.8 %) | 12565 (7.3 %)  | 879              | [ 43 ]    | [ 44 ]  |
| Rückersdorf                   | Wappen der Gemeinde Rückersdorf               | 3  |            | Lage der Gemeinde Rückersdorf im Landkreis Nürnberger Land               | 3,57 (0.4 %)  | 4766 (2.8 %)   | 1335             | [ 45 ]    | [ 46 ]  |
| Schnaittach, M                | Wappen der Gemeinde Schnaittach               | 33 |            | Lage der Gemeinde Schnaittach im Landkreis Nürnberger Land               | 49,35 (6.2 %) | 8659 (5 %)     | 175              | [ 47 ]    | [ 48 ]  |
| Schwaig bei Nürnberg          | Wappen der Gemeinde Schwaig bei Nürnberg      | 3  |            | Lage der Gemeinde Schwaig bei Nürnberg im Landkreis Nürnberger Land      | 5,90 (0.7 %)  | 9089 (5.3 %)   | 1541             | [ 49 ]    | [ 50 ]  |
| Schwarzenbruck                | Wappen der Gemeinde Schwarzenbruck            | 11 |            | Lage der Gemeinde Schwarzenbruck im Landkreis Nürnberger Land            | 22,25 (2.8 %) | 8572 (5 %)     | 385              | [ 51 ]    | [ 52 ]  |
| Simmelsdorf                   | Wappen der Gemeinde Simmelsdorf               | 24 |            | Lage der Gemeinde Simmelsdorf im Landkreis Nürnberger Land               | 40,87 (5.1 %) | 3386 (2 %)     | 83               | [ 53 ]    | [ 54 ]  |
| Velden, St                    | Wappen der Gemeinde Velden                    | 8  | Velden     | Lage der Gemeinde Velden im Landkreis Nürnberger Land                    | 21,32 (2.7 %) | 1808 (1 %)     | 85               | [ 55 ]    | [ 56 ]  |
| Vorra                         | Wappen der Gemeinde Vorra                     | 4  | Velden     | Lage der Gemeinde Vorra im Landkreis Nürnberger Land                     | 22,08 (2.8 %) | 1719 (1 %)     | 78               | [ 57 ]    | [ 58 ]  |
| Winkelhaid                    | Wappen der Gemeinde Winkelhaid                | 4  |            | Lage der Gemeinde Winkelhaid im Landkreis Nürnberger Land                | 6,45 (0.8 %)  | 4242 (2.5 %)   | 658              | [ 59 ]    | [ 60 ]  |